# ويليام هربرت شيلدون
ويليام هربرت شيلدون (بالإنجليزية: William Herbert Sheldon)‏ هو عالم نفس أمريكي، ولد في 19 نوفمبر 1898 في وارويك في الولايات المتحدة، وتوفي في 17 سبتمبر 1977 في كامبريدج في الولايات المتحدة.

## وصلات خارجية
- ويليام هربرت شيلدون على موقع الموسوعة البريطانية (الإنجليزية)